# La Bussière-sur-Ouche
La Bussière-sur-Ouche é uma comuna francesa na região administrativa da Borgonha-Franco-Condado, no departamento de Côte-d'Or. Estende-se por uma área de 20 km². Em 2010 a comuna tinha 161 habitantes (densidade: 8,1 hab./km²).